# Isthmohyla lancasteri
Isthmohyla lancasteri es una especie de anfibios de la familia Hylidae.
Habita en Costa Rica y el oeste de Panamá.
Sus hábitats naturales incluyen bosques tropicales o subtropicales secos y a baja altitud, montanos secos, ríos, pastos, plantaciones, jardines rurales y zonas previamente boscosas ahora muy degradadas.
Está amenazada de extinción por la destrucción de su hábitat natural.